# Problem Galtona
Problem Galtona – problem w statystycznej analizie danych społecznych wynikający z braku niezależności obserwacji na skutek wzajemnych zapożyczeń cech kulturowych między społecznościami lub dziedziczenia cech na skutek wspólnej historii. 
Sformułowanie problemu przypisuje się Francisowi Galtonowi, który w 1889 r. na spotkaniu brytyjskiego Królewskiego Instytutu Antropologicznego skrytykował obliczenia korelacji antropologa Edwarda Tylora. Galton zwrócił uwagę, że badane przez niego kultury nie są niezależne, ale wzajemnie wpływały na siebie, co zawyża współwystępowanie cech kulturowych.